# Suhoj Su-26
Suhoj Su-26 je enomotorno propelersko akrobatsko letalo, ki so ga zasnovali v Sovjetski zvezi v 1980ih. Poganja ga 360 konjski zračnohlajeni zvezdasti motor Vedenejev M-14P. Ima fiksno pristajalno podvozje z repnim kolesom. Prvič je poletel junija 1984, prototip je imel dvokraki propeler. Proizvodna verzija Su-26M ima trikraki kompozitni propeler MTV-9. Verzija Su-26M3 ima močnejši 430-konjski motor M9F.

## Tehnične specifikacije (Su-26)
Podatki iz Air Races Datasheet, Su-26, 29, 31 Specifications
Splošne karakteristike
- Posadka: 1
- Dolžina: 6,83 m (22 ft 5 in)
- Razpon kril: 7,80 m (25 ft 7 in)
- Višina: 2,89 m (9 ft 6 in)
- Površina kril: 11,83 m² (127 ft²)
- Teža praznega letala: 736 kg (1619 lb)
- Maks. vzletna teža: 1206 kg (2653 lb)
- Pogon letala: 1 ×  radialni motor Vedenejev M-14P, 270 kW (360 KM)

 Zmogljivost 
- Maks. hitrost: 450 km/h (281 mph)
- Potovalna hitrost: 295 km/h (193 mph)
- Doseg: 800 km (500 mi)
- Višina leta: 4000 m (12120 ft)
- Hitrost vzpenjanja: 18 m/s (3543 ft/min)
- G-obremenitev: -10g do 12g